# Luna Schweiger

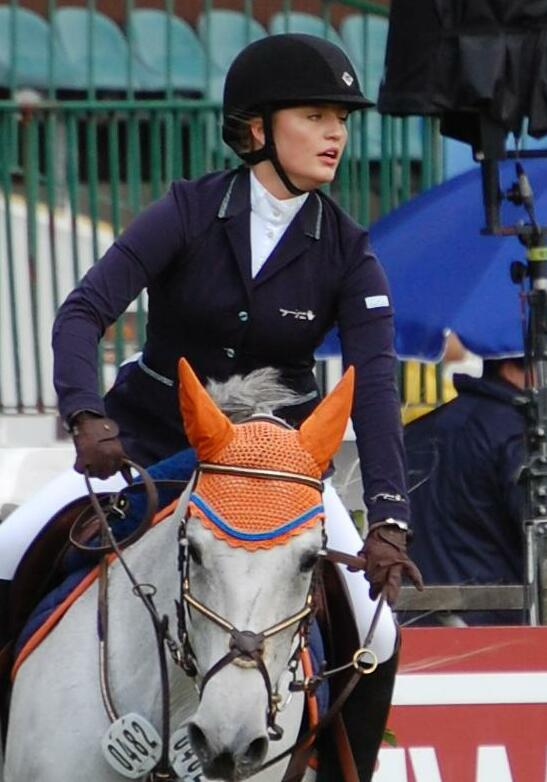
Luna Marie Schweiger mit Tikeur beim Deutschen Amateur-Springderby im Rahmen des Deutschen Spring- und Dressurderbys 2015

Luna Marie Schweiger (* 11. Januar 1997 in Berlin) ist eine deutsch-US-amerikanische Schauspielerin.

## Leben
Luna Schweiger ist die Tochter des deutschen Schauspielers und Regisseurs Til Schweiger und der US-amerikanischen Unternehmerin Dana Schweiger sowie die ältere Schwester der Schauspielerinnen Emma und Lilli Schweiger.
2022 machte sie den Bachelor of Science in Management, nachdem sie an Universitäten in Paris, Turin und Berlin studiert hatte.
In ihrer Freizeit reitet Schweiger, sie tritt als Springreiterin überwiegend bei regionalen Turnieren an.

## Karriere
Ihr Filmdebüt gab sie 2007 mit einem Kurzauftritt in Keinohrhasen. 2009 spielte sie neben ihrem Vater Til eine der Hauptrollen in dem Film Phantomschmerz. Es folgten kleinere Rollen in Filmen ihres Vaters Zweiohrküken und Kokowääh. 2011 moderierte sie gemeinsam mit ihren beiden Schwestern Emma und Lilli die deutsche Tierserie Die Pfotenbande. Eine weitere Hauptrolle an der Seite ihres Vaters folgte 2012 in Schutzengel; für ihre Rolle erhielt sie 2013 den Publikumspreis Jupiter Award als beste Schauspielerin national.
Im 2013 ausgestrahlten Fernsehfilm Willkommen in Hamburg der Fernsehfilmreihe Tatort spielte sie an der Seite ihres Vaters die Tochter Lenny des Kommissars Nick Tschiller. Im gleichen Jahr trat sie zusammen mit ihrem Vater in einem Prominentenspezial von Rette die Million! auf. Am 16. Januar 2014 war sie abermals neben ihrem Vater in einer Ausgabe der Spielshow Das ist Spitze! zu sehen, ebenso am 9. April 2015 beim Quizduell im ersten Promispecial. In den folgenden Hamburger Tatorten Kopfgeld, Der große Schmerz und Fegefeuer sowie im Kinofilm Tschiller: Off Duty spielte sie erneut die Rolle der Lenny. Im Sommer 2016 nahm Schweiger zusammen mit ihrer Mutter Dana an der RTL-Tanzsendung Dance Dance Dance teil, bei der sie in der 1. Folge ausschied. 2018 wirkte sie, unter 26 Teilnehmern, beim Ninja Warrior Germany Promi-Special für den RTL-Spendenmarathon mit. Am 9. November 2019 unterlag sie in der ProSieben-Show Schlag den Star der Sängerin Vanessa Mai.
2022 war sie im Film Lieber Kurt und 2023 im Film Das Beste kommt noch! jeweils in einer Gastrolle zu sehen. Ebenfalls 2023 spielt sie die Hauptrolle der Mücke Katzbach an der Seite von Tina Ruland und ihrem Vater, in dessen Film Manta Manta – Zwoter Teil.
Am 7. Juni 2025 trat sie gemeinsam mit ihrer Schwester Lilli in der 95. Ausgabe des Formats Schlag den Star gegen Davina und Shania Geiss, die Töchter von Carmen und Robert Geiss, an. Das Duell konnten die Geiss-Schwestern für sich entscheiden.

## Filmografie

### Kinofilme
- 2007: Keinohrhasen
- 2009: Phantomschmerz
- 2009: Zweiohrküken
- 2011: Kokowääh
- 2012: Schutzengel
- 2013: Kokowääh 2
- 2016: Tschiller: Off Duty
- 2022: Lieber Kurt
- 2023: Manta Manta – Zwoter Teil
- 2023: Das Beste kommt noch!
- 2024: BROKE. ALONE. A kinky love story

### Fernsehserien
- 2011: Die Pfotenbande (Kinderserie, 12 Folgen) (Boomerang)
- 2013–2020: Tatort:
  - 2013: Willkommen in Hamburg (Das Erste)
  - 2014: Kopfgeld (Das Erste)
  - 2016: Der große Schmerz (Das Erste)
  - 2016: Fegefeuer (Das Erste)
  - 2020: Tschill Out (Das Erste)

### Fernsehshow-Gastauftritte
- 2016: Dance Dance Dance (RTL)
- 2019, 2025: Schlag den Star (ProSieben)
- 2020: Das Spiel beginnt! (ZDF)
- 2021: Die RTL Sommerspiele (RTL)
- 2022: Catch! (Sat.1)
- 2023: Mission UnKnown (ProSieben)
- 2023: Grill den Henssler (VOX)
- 2024: TV total Turmspringen (ProSieben)
- 2024: Licht Aus (Prime)

## Auszeichnungen
- 2013 Jupiter-Filmpreis als Beste deutsche Darstellerin für ihre Rolle in Schutzengel